# 캠던 전투
캠던 전투 (Battle of Camden)는 미국 독립 전쟁 중 1780년 8월 16일에 남부 전선의 사우스캐롤라이나, 캠던에서 호레이쇼 게이츠 장군이 지휘하는 대륙군과 찰스 콘월리스 장군이 지휘하는 영국군 사이에 벌어진 중요한 전투이다. 영국군이 대륙군을 일소하고 캐롤라이나에서 영국군 지배를 확고히 했다.

## 배경
1777년 새러토가 전투의 패배이후 이듬해 프랑스군이 참전을 하였고, 영국군은 세력을 만회하기 위해 남부 전선의 전략을 갱신할 필요가 생겼다. 이 작전은 1778년 12월에 사바나 함락으로 시작되었으며, 1778년 12월 29일에 아치 볼트 캠벨 중령이 조지아의 사바나를 점령 남부 거점을 마련했다. 1780년 1월 헨리 클린턴 장군이 사우스캐롤라이나의 찰스턴을 함락시켜, 5,000여명의 병사를 포로로 잡고 더 많은 영토를 확보할 수 있었다. 클린턴은 1780년 여름 콘윌리스 장군을 남부에 남겨 보강해 두고, 많은 수의 왕당파들을 모집해 놓고, 뉴욕으로 돌아왔다. 남부의 대륙군은 대부분 찰스턴에서 항복을 했으며, 1780년 5월 왁스호 전투로 사우스캐롤라이나로부터 완전히 쫓겨나게 되었다. 콘월리스는 사우스캐롤라이나 전체 정복을 목표로 잡았고, 노스캐놀라이나의 침공을 염두에 뒀다.
한편, 대륙군은 벤저민 링컨 소장에게 남부 전선의 지휘를 맡겼지만, 1779년 10월에 사바나 탈환 시도가 실패하면서 찰스턴에서 링컨이 포로로 잡혔다. 대륙회의는 긴급히 새러토가 전투에서 명성을 올렸던 호레이쇼 게이츠 소장을 남부 전선의 지휘관으로 임명하고 새로운 부대와 함께 사우스캐롤라이나로 파견했다. 게이츠는 육로 북쪽에서 사우스캐롤라이나로 들어가 그 중앙부까지 진군했다. 게이츠의 부대 전력은 3,052명으로 보고되었지만, 대부분 신입 민병대였다.

## 전투
게이츠 군은 캠던에 접근하고 있었다. 8월 16일 새벽 2시경, 마을서 북쪽에 콘월리스 군과 조우했다. 양군 모두 야간 행군에서 기습을 하여,

## 같이 보기
- 미국 독립 전쟁